# Antonio Nocerino
Antonio Nocerino (Napels, 9 april 1985) is een Italiaans voetballer die doorgaans op het middenveld speelt. Hij verruilde Orlando City in juli 2018 voor Benevento. Nocerino was van 2007 tot en met 2012 ook international in het Italiaans voetbalelftal, waarvoor hij vijftien interlands speelde.

## Interlandcarrière
Nocerino debuteerde op 7 oktober 2007 onder leiding van bondscoach Roberto Donadoni in het Italiaans voetbalelftal, in een oefeninterland tegen Zuid-Afrika. Hij was aanvoerder van het Italiaans olympisch voetbalelftal tijdens de Olympische Zomerspelen 2008 in China. Daar werd de ploeg onder leiding van bondscoach Pierluigi Casiraghi in de kwartfinales uitgeschakeld door België (3–2). Nocerino nam met Italië deel aan het EK voetbal 2012 in Polen en Oekraïne, waar de ploeg van bondscoach Cesare Prandelli de finale bereikte. Daarin verloren de Italianen met 4-0 van titelverdediger Spanje.